# 凯莉·霍姆斯
凯莉·霍姆斯（英語：Kelly Holmes，1970年4月19日—），英国女子田径运动员。她曾代表英国参加1996年、2000年和2004年夏季奥林匹克运动会田径比赛，获得二枚金牌和一枚铜牌。